# Guitmondo
Guitmondo, vescovo di Aversa (Normandia, prima metà dell'XI secolo – Aversa, 1094), è stato un monaco cristiano, teologo e vescovo francese.

## Biografia
Ignoti sono luogo e data di nascita di Guitmondo (Guimundus/Wimundus), teologo, vescovo di Aversa a partire dal 1088. Prima di giungere in Italia negli ultimi anni settanta del secolo XI, egli era stato monaco nell'abbazia francese di La Croix-Saint-Leufroy (diocesi di Évreux).
Dopo essersi formato in filosofia e teologia a Bec, dove fu allievo di Lanfranco, Guitmondo, secondo quanto narra Orderico Vitale, fu proposto come vescovo di una diocesi inglese dal re Guglielmo il Conquistatore, al quale tuttavia egli oppose un rifiuto, forse in polemica con il modo in cui il re degli Angli esercitava il suo potere.
Guglielmo non a caso reclamando in seguito la sua autorità anche nei confronti di papa Gregorio VII, negò all'antico maestro di Guitmondo, l'arcivescovo di Canterbury Lanfranco, come pure ad altri vescovi inglesi, la visita ad limina apostolorum (lettera del papa inviata al legato Uberto il 23 settembre 1079). Lo stesso Orderico Vitale ricorda la proposta a Guitmondo di un secondo episcopato, a Rouen in Francia, dopo la morte dell'arcivescovo Giovanni II nel 1079: in questo caso l'accettazione gli sarebbe stata impossibile per il fatto che circolava notizia che suo padre era stato presbitero; in realtà tale causa di impedimento canonico, come si apprende dall'epistolario gregoriano, sembra che gravasse sull'effettivo successore di Giovanni, l'arcivescovo Guglielmo (1079-1110), figlio di Roberto vescovo di Séez.
Dopo questi fatti Guitmondo è ancora attestato nel suo monastero, dal quale ripartirà definitivamente con il consenso dell'abate Odilone. Sembra che Guitmondo abbia sperimentato una nuova conversione, come lascerebbe pensare il suo nuovo nome di Christianus, appellativo di sapore nettamente gregoriano, quasi a testimoniare la sua piena adesione al programma ideologico e politico-religioso della Riforma sostenuta dalla Chiesa di Roma.
Appartenente ormai all'ambiente riformistico, Guitmondo è presente nel 1077 alla dieta di Forchheim, in veste di consigliere dell'abate di San Vittore di Marsiglia, Bernardo, fratello del cardinale Riccardo, che insieme al cardinale diacono Bernardo, entrambi legati papali, approvò l'elezione del duca di Svevia Rodolfo di Rheinfelden da parte dei principi della fazione antisalica, contraria al destituito re Enrico IV. A tal proposito il Continuatore di Bertoldo nei suoi Annales narra come al ritorno dalla missione in Germania l'abate Bernardo di San Vittore e il suo accompagnatore Christianus sapientissimus monachus, che non è altri che Guitmondo, per ritorsione furono oggetto di sequestro da parte del conte Ulderico di Lenzburg, fautore di Enrico IV, per poi essere liberati solo grazie alla mediazione dell'abate Ugo di Cluny presso lo stesso Enrico.
Mancano notizie su Guitmondo nell'arco di tempo che va dalla fine della legazione in Germania (1078-1079) al 1083, allorché egli prende parte ai negoziati di pace tra i rappresentanti di Gregorio VII e quelli di Enrico IV, dopo il "manifesto" di accuse lanciate dal re tedesco al pontefice, ritenuto ostacolo alla pace, e il conseguente invito rivolto al popolo romano di giudicare pubblicamente Gregorio. È probabile che tra gli alii per plures che, secondo il Continuatore di Bertoldo (p. 313), dopo la battaglia di Melrichstadt (7 agosto 1078) accompagnarono l'abate Bernardo di Marsiglia a Roma per riferire circa i risultati della missione in terra tedesca, ci fosse anche Guitmondo, e che pertanto egli sia stato presente al sinodo romano del 1079, dove fu discussa la questione della dottrina di fede eucaristica relativa a Berengario di Tours, e si giunse alla formulazione definitiva del giuramento berengariano.
Non a caso proprio Guitmondo tra il 1073 e il 1078 aveva elaborato la sua principale opera teologica, dedicata al mistero eucaristico, il De corporis et sanguinis Christi veritate in eucharistia, un testo che senza dubbio esercitò un peso dottrinale decisivo nella condanna di Berengario allo stesso sinodo, dal momento che Guitmondo vi sosteneva chiaramente, mediante l'uso dell'avverbio substantialiter, il principio della conversione "sostanziale" del pane e del vino nel corpo e sangue di Cristo, al quale si sarebbe poi ispirato Alberico di Montecassino nel suo perduto trattato De corpore Domini contro lo stesso Berengario.
Circa gli avvenimenti del dicembre 1083 una fonte di parte imperiale, il Iudicium de regno et sacerdotio, riferisce che a Santa Maria in Pallara, dipendenza di Montecassino in Roma, Guitmondo insieme all'abate cassinese Desiderio, cardinale presbitero di Santa Cecilia, Pietro, cardinale presbitero di San Crisogono, Giovanni, cardinale vescovo di Porto, Bernardo diacono e Graziano, assiste ad un giudizio di Dio – la prova dell'acqua – per accertare la validità o meno dei diritti vantati da papa Gregorio contro il re Enrico. Dalla narrazione emerge soprattutto la tenacia se non la testardaggine con la quale Guitmondo difese la posizione gregoriana, al punto di dubitare della correttezza con la quale la prova stessa, di esito sfavorevole a papa Gregorio, era stata condotta. In ogni caso pur se Guitmondo attacca in particolare Graziano per la slealtà con cui avrebbe agito, nessun contrasto sembra trasparire tra il nostro e l'influente abate Desiderio, che tuttavia, divenuto in seguito papa Vittore III, a dire dello stesso Ugo di Flavigny, che riporta una lettera dell'arcivescovo Ugo di Lione alla contessa Matilde di Canossa, sarebbe stato oggetto di un violento attacco da parte di Guitmondo al concilio di Capua nel marzo del 1087.
In quell'occasione Guitmondo, su consiglio di Odo, cardinale vescovo di Ostia, il futuro Urbano II, avrebbe accusato papa Vittore di "infamia", essendo stato oggetto di scomunica per un anno da parte di Gregorio VII senza aver sostenuto la penitenza canonica, divenendo perciò privo dei requisiti necessari all'elezione pontificia. Pur esclusa l'attendibilità della scomunica a Desiderio, di cui nessun cenno appare né nella Chronica monasterii Casinensis di Leone Ostiense né nell'epistolario gregoriano, non è da sottovalutare tuttavia l'immagine di un Guitmondo antidesideriano, che sembra riflettere e quasi incarnare le idee dei circoli antimperiali francesi, in particolare dello stesso Ugo di Lione, fortemente critico verso la politica di equilibrio e di pacificazione sostenuta da Desiderio, prima come abate e poi come papa, nei confronti di Enrico IV e della scismatica fazione vibertina. Del resto tale atteggiamento da parte di Guitmondo sarebbe del tutto in sintonia sia con la sua sperimentata avversità ad ogni condizionamento da parte del potere politico nei riguardi di quello ecclesiastico, sia con la veridicità di quanto narra il cronista Ugo di Flavigny almeno nel II libro del Chronicon basato su testimoni diretti, sia infine con lo stesso assoluto silenzio delle fonti cassinesi circa la persona di Guitmondo, che, data la prospettiva filodesideriana della Chronica di Leone come dei suoi continuatori Guido e Pietro Diacono oltre che di tutta la letteratura storica del medioevo cassinese, ben si spiegherebbe.
Sorge a questo punto una questione centrale della biografia di Guitmondo, quella relativa allo status ecclesiastico nel quale egli sostenne, durante il pontificato di Gregorio VII, le sue idee teologiche e soprattutto politico-religiose. Se infatti Paolo di Bernried nella Vita di Gregorio VII o anche il menzionato anonimo Iudicium de regno et sacerdotio, o ancora lo stesso Ugo di Lione nella già citata lettera a Matilde concordano nel designare Guitmondo con il solo titolo di monachus, ad eccezione del primo che ne precisa, senza però alcuna indicazione cronologica, il successivo episcopato aversano, altre fonti fanno invece di Guitondo un cardinale o già, negli stessi anni gregoriani, il vescovo di Aversa, come riferisce l'Anonimo di Melk o con l'inscriptio seguente: Gregorius VII Wimundo Aversano episcopo, come si legge in un frammento di lettera conservato in collezioni canoniche di Ivo di Chartres (la terza parte della Tripartita, Decretum e Panormia) e poi passato in Graziano.
D'altra parte un unico dato positivo affiora con chiarezza pur nell'intreccio di notizie divergenti: la consacrazione episcopale di Guitmondo avvenuta nel 1088 per le mani di papa Urbano II, come ci attestano lettere dello stesso Urbano all'arcivescovo di Napoli, al clero di Aversa e a Giordano principe di Capua, e specialmente il privilegio di papa Callisto II, datato a Benevento il 24 settembre 1120 e indirizzato a Roberto vescovo di Aversa. Secondo Ferdinando Ughelli, seguito da Gams, Parente, Gallo, almeno due, se non tre vescovi aversani avrebbero portato il nome di Guitmondo, il primo dei quali peraltro, che sarebbe stato consacrato da Vittore II nel 1056, non essendo in alcun modo documentato viene opportunamente respinto dal Kehr, mentre il secondo sarebbe stato eletto vescovo da Gregorio VII e potrebbe identificarsi con il Guitmondo consacrato da papa Urbano II, oppure esserne distinto. In un tale quadro di fonti e notizie divergenti il Tirelli ha ritenuto di poter identificare nel vescovo che sarebbe stato eletto da Gregorio e consacrato da Urbano il Guitmondo al quale si rivolgerebbe Gregorio VII nell'inscriptio del già citato frammento epistolare, in cui il pontefice afferma il principio di origine patristica, secondo cui la consuetudine deve essere sempre sacrificata alla verità: a Guitmondo, che, secondo il Tirelli, gli avrebbe chiesto d'essere consacrato da lui personalmente, com'era avvenuto per il primo vescovo di Aversa, Azzolino, ordinato da Leone IX, papa Gregorio avrebbe addotto come argomento contrario il fatto che la verità prevale sempre sulla consuetudine, stante la disputa circa l'autonomia della diocesi aversana rispetto alle metropolie di Napoli e Capua, che avversavano infatti l'immediata dipendenza della Chiesa aversana dalla Sede Apostolica.
In realtà la questione, del tutto assente dall'epistolario gregoriano, trova una prima eco solo nelle tre menzionate lettere di papa Urbano inviate ai rispettivi destinatari in occasione della consacrazione episcopale di Guitmondo. E sono appunto quella diretta al clero aversano e l'altra inviata al principe di Capua, che sottolineano un primo elemento di natura giuridica contrastante con ciò che opina il Tirelli, secondo cui sarebbero trascorsi almeno dieci anni (1078-1088) tra il momento dell'elezione e quello della consacrazione episcopale di Guitmondo: Urbano in realtà ribadisce che l'ordinatio di Guitmondo, pur essendo insoluto il conflitto tra Capua e Napoli, è avvenuta per non protrarla oltre i termini dettati dalle disposizioni dei santi Padri, la regola cioè stabilita dal Concilio di Calcedonia e poi passata nel Decreto di Graziano, secondo cui non era lecito differire oltre tre mesi l'intervallo tra electio e consecratio, fatta eccezione in caso di inevitabile necessità. Ma c'è un dato ulteriore e decisivo, inspiegabilmente sfuggito al Tirelli, e che ne invalida la tesi: Guitmondo è da lui supposto eletto vescovo «almeno dal 1078», e perciò erroneamente identificato con l'anonimo presule di Aversa che, secondo quanto narra Amato nell'Historia Normannorum, poté assistere in punto di morte il principe Riccardo di Capua (†1078); al contrario invece, in un diploma, trasmesso in originale, datato a Capua il 18 settembre 1080 e destinato al monastero di San Lorenzo di Aversa, viene menzionato ancora, quale vescovo in carica della stessa città, Goffredo. È il segno più evidente che ancora nell'ultimo quarto del 1080 Guitmondo non era affatto vescovo eletto della città normanna.
Dunque l'unico dato certo di cui si dispone è che la sua consacrazione avvenne tra il marzo e il luglio del 1088, cioè nell'arco dei tre mesi prescritti dalla norma canonica. Il 12 marzo infatti ebbe inizio il ministero pontificale di Urbano II, che già nel luglio dello stesso anno, scrivendo all'arcivescovo di Napoli Giovanni, giustifica la consacrazione di Guitmondo affermando di aver agito non per avversità ma solo perché costretto dalla necessità ed affinché, differendone ancor oltre l'ordinazione, la Chiesa di Aversa non perda un tale uomo da lui stesso eletto (tale virum a nobis electum): un segno di stima per Guitmondo e soprattutto la conferma che Urbano II e non Gregorio VII lo aveva eletto alla diocesi di Aversa. Del resto gravi dubbi erano stati avanzati già da Kehr, Ladner e Gilchrist sulla genuinità dell'inscriptio relativa al frammento di lettera, che al mittente Gregorio VII associa il destinatario Guitmondo in qualità di vescovo. È invece piuttosto probabile che tale qualifica, sostituita a quella di semplice “monaco”, si debba allo stesso Ivo di Chartres, il solo che ce l'abbia trasmessa nelle citate collezioni canoniche, e che deve averla preferita in quanto più corrispondente alla fama con cui Guitmondo era ormai universalmente noto; ciò spiegherebbe anche perché una fonte alquanto tardiva (metà del secolo XII), come l'Anonimo di Melk, attribuisca già agli anni di Gregorio l'episcopato di Guitmondo. Si può pertanto giudicare superata - secondo quanto ha dimostrato il Dell'Omo - la cronotassi stabilita dall'Ughelli che distingue due o tre vescovi di nome Guitmondo succedutisi sulla cattedra aversana nel giro di trent'anni, come anche Kamp ha confermato, riconoscendo l'inequivocabilità di tali risultati critici e facendoli suoi. Un solo Guitmondo fu dunque vescovo di Aversa a partire dal 1088 fino al 1094.
Egli nel marzo 1091 partecipa al sinodo di Benevento; nello stesso anno è menzionato in un atto di permuta; infine nel 1094 insieme ad altri sollecita Bernardo, vescovo di Carinola, ad attuare la traslazione del corpo del beato Martino da una grotta del monte Massico, ov'era sepolto, nella cattedrale di quella stessa diocesi. Già in quell'anno, come appare in calce ad un diploma del duca Ruggero Borsa, Aversa ha un nuovo vescovo nella persona di Giovanni.